# Szkoła wywiadowcza Abwehry w Borysowie
Szkoła wywiadowcza Abwehry „Saturn” w Borysowie – niemiecki ośrodek wywiadowczy skierowany przeciwko ZSRR podczas II wojny światowej. Nr poczty polowej: 09358 B.
Została utworzona już sierpniu 1941 z inicjatywy Abwehrkomando 103. Początkowo znajdowała się w byłej jednostce wojskowej we wsi Pieczi, 6 km na południe od Borysowa na Białorusi. Na jej czele stanął kpt. Jung, a następnie kpt. Hans Uthoff. W lutym 1942 szkołę przeniesiono do Katynia, 23 km na zachód od Smoleńska. W Pieczi zorganizowano pododdział szkoleniowy, gdzie kursanci przechodzili początkowe szkolenie. W kwietniu 1943 szkoła powróciła do pierwszego miejsca pobytu. Szkolono w niej agentów-wywiadowców i agentów-radiowców. Jednocześnie szkoliło się do 150 agentów, w tym 50–60 radiowców. Cykl szkolenia trwał od 1 do 2 miesięcy, zaś radiowców od 2 do 4 miesięcy. Kursanci mieli swoje pseudonimy. Kategorycznie zabraniano opowiadać o sobie i rodzinie. 
Agenci byli przerzucani przez linię frontu samolotami lub pieszo w grupkach po 2–3 osoby, mieli działać na tyłach Armii Czerwonej. Część agentów dostawała zadanie przedostania się do Moskwy. We wrześniu 1943 szkoła ewakuowała się do Prus Wschodnich, 100 km na południe od Królewca, do zabudowań b. obozu francuskich jeńców wojennych pod Węgorzewem. W sierpniu 1944 szkołę przeniesiono 65 km na południe od Gdańska, do miejscowości Gniew, gdzie zajmowała zabudowania b. szkoły podoficerskiej Wehrmachtu (Heeres-Unteroffiziers-Schule Mewe). Na początku 1945, z powodu ofensywy Armii Czerwonej, szkoła została ewakuowana do Bismarcka, gdzie w kwietniu ją rozformowano. Część wykładowców i kursantów udała się do Arenburga nad Łabą.